# Priolepis robinsi
Priolepis robinsi is een  straalvinnige vissensoort uit de familie van grondels (Gobiidae). De wetenschappelijke naam van de soort is voor het eerst geldig gepubliceerd in 1991 door Garzón-Ferreira & Acero P..
De soort staat op de Rode Lijst van de IUCN als niet bedreigd, beoordelingsjaar 2009.